# 덴쿠바시역
덴쿠바시역(일본어: 天空橋駅、てんくうばしえき)은 도쿄도 오타구 하네다쿠코에 있는 철도역이다.역 번호는 KK15이다.

## 타는 곳

### 게이힌 급행 전철
| 1 | ■ 공항선 | 하네다 공항 제3터미널·하네다 공항 제1·제2터미널 방면 |
| 2 | ■ 공항선 | 게이큐 가마타·요코하마·시나가와·센가쿠지 방면 ○ 도영 지하철 아사쿠사 선 니혼바시·아사쿠사·오시아게 방면 게이세이 선 다카사고·후나바시·나리타 공항 방면 후쿠소 선 신카마가야·인바 니혼 의대 방면 |

### 도쿄 모노레일
- 스크린도어가 설치되어 있다.

|  | ■ 도쿄 모노레일 하네다 선(하행) | 하네다 공항 제1터미널·하네다 공항 제2터미널 방면 |
|  | ■ 도쿄 모노레일 하네다 선(상행) | 유통 센터·덴노즈 아일·모노레일 하마마쓰초 방면   |

## 역세권 정보
- 국도 제11호선
- 다마강
- 도쿄도도 제311호선(간파치도리)

## 역사
- 1993년
  - 4월 1일: 게이힌 급행 전철이 하네다역(羽田駅)으로 영업을 개시함.
  - 9월: 도쿄 모노레일이 덴쿠바시역으로 영업을 개시함. 게이힌 급행 전철이 역 명칭을 덴쿠바시역으로 변경함. 환승역이 됨.

## 인접역
| 게이힌 급행 전철 공항선           | 게이힌 급행 전철 공항선 | 게이힌 급행 전철 공항선                              |
| --------------------------------- | ----------------------- | ---------------------------------------------------- |
| 아나모리이나리 게이큐 가마타 방면 | ■ 특급 ■ 급행 ■ 보통    | 하네다 공항 제3터미널 하네다 공항 제1·제2터미널 방면 |
| ■ 도쿄 모노레일 하네다 선         |                         |                                                      |
| 정비장 모노레일 하마마쓰초 방면   | 보통                    | 하네다 공항 제3터미널 하네다 공항 제2터미널 방면     |